# بهارات راتنا
بهارات راتنا هي أعلى جائزة مدنية في جمهورية الهند. تم منح الجائزة أول مرة في عام 1954 .و هي تمنح اعترافًا بالخدمة / الأداء الفائق المستوى دون تمييز عرقي أو مادي أو جنسي. كانت الجائزة مقصورة في الأصل على الإنجازات في الفنون و الأدب والعلوم والخدمات العامة، لكن الحكومة وسعت المعايير لتشمل أي ميدان من ميادين العمل الإنساني" يقوم رئيس الوزراء بتوجيه التوصيات إلى الرئيس Bharat Ratna ، مع منح ثلاثة مرشحين كحد أقصى في السنة. يحصل المستلمون على سند (سند) موقّع من الرئيس . لا يوجد منحة مالية مرتبطة بالجائزة. 